# Marit Kaldhol
Marit Kaldhol född 13 april 1955 i Ålesund, är en norsk lyriker och författare.
Kaldhol är utbildad lärare, och har undervisat i grundskolan och gymnasium. Hon var med och bildade Møre og Romsdal Forfattarlag 1983, och var i flere år forfatterlagets ledare. 1999 blev hon medlem av Norske Barne- og Ungdomsbokforfatteres litterära råd, och var under perioden 2002 till 2005 dess ledare.
Hon debuterade 1983 med diktsamlingen Lattermilde laken, och har senare givit ut lyrik, barnböcker, ungdomsböcker, romaner och novellsamlingar.